# Nicolas Lebrun
Nicolas Lebrun (* 9. April 1973 in Nizza) ist ein ehemaliger französischer Duathlet und Triathlet. Er ist vierfacher Staatsmeister auf der Duathlon-Kurzdistanz, zweifacher Weltmeister Winter-Triathlon (1999, 2000) und Weltmeister Xterra Cross-Triathlon (2005).

## Werdegang
1996 wurde er französischer Staatsmeister auf der Duathlon-Kurzdistanz.
Nicolas Lebrun wurde 1998 Duathlon-Vize-Weltmeister auf der Kurzdistanz.

### Weltmeister Wintertriathlon 1999 und 2000
1999 wurde er in Italien Weltmeister im Winter-Triathlon  (6 km Laufen, 10 km Mountainbike und 8 km Skilanglauf). Er konnte sich diesen Titel im Folgejahr in Spanien erneut sichern.
Im Juli 2004 wurde er Xterra-Europameister und er holte sich zum vierten Mal den Titel bei der Duathlon-Staatsmeisterschaft.

### Xterra-Weltmeister Cross-Triathlon 2005
Im Oktober 2005 wurde Nicolas Lebrun Xterra-Weltmeister im Cross-Triathlon.
Im Rahmen der Xterra Italy wurde er im Juni 2006 zum zweiten Mal Xterra-Europameister.
2008 wurde er in Deutschland Vize-Weltmeister im Winter-Triathlon.
Im Oktober 2009 wurde er auf Hawaii nach 2003 erneut Vize-Weltmeister im Rahmen der Xterra-Weltserie.
Nach der Xterra-Weltmeisterschaft im Oktober 2013 erklärte er seine Profi-Karriere mit Jahresende für beendet.
Im Februar 2014 startete er noch zum letzten und achten Mal bei der Weltmeisterschaft Winter-Triathlon und belegte in Italien den 21. Rang.
Nicolas Lebrun lebt heute in Estoublon.

## Sportliche Erfolge
| Datum/Jahr    | Rang | Wettbewerb                              | Austragungsort      | Zeit     | Bemerkung                                                                                       |
| ------------- | ---- | --------------------------------------- | ------------------- | -------- | ----------------------------------------------------------------------------------------------- |
| 27. Okt. 2013 | 7    | Xterra Triathlon World Championships    | Maui                | 02:40:57 | Weltmeisterschaft Cross-Triathlon                                                               |
| 22. Sep. 2012 | 3    | Xterra USA National Championships       | Ogden (Utah)        |          |                                                                                                 |
| 4. Aug. 2012  | 1    | Xterra Czech Championships              | Okres Prachatice    |          |                                                                                                 |
| 8. Juli 2012  | 3    | Xterra France Championships             | Xonrupt             |          |                                                                                                 |
| 27. Mai 2012  | 1    | Xterra Italy Championships              | Sardinien           |          |                                                                                                 |
| 23. Okt. 2011 | 14   | Xterra Triathlon World Championships    | Maui                | 02:33:57 | Weltmeisterschaft Cross-Triathlon (1,5 km Schwimmen, 29,5 km Mountainbike und 9,8 km Crosslauf) |
| 24. Sep. 2011 | 1    | Xterra USA National Championships       | Ogden (Utah)        |          |                                                                                                 |
| 10. Sep. 2011 | 2    | Xterra Switzerland Championship         | Prangins            |          |                                                                                                 |
| 15. Juli 2011 | 2    | Xterra France Championship              | Xonrupt             |          | 1,5 km Schwimmen, 34 km Mountainbike und 10 km Crosslauf                                        |
| 25. Sep. 2010 | 2    | Xterra USA National Championships       | Ogden (Utah)        |          |                                                                                                 |
| 1. Juli 2010  | 1    | Xterra France Championship              | Xonrupt             |          |                                                                                                 |
| 3. Apr. 2010  | 3    | Xterra Portugal Championship            | Figueira da Foz     |          |                                                                                                 |
| 25. Okt. 2009 | 2    | Xterra Triathlon World Championships    | Maui                |          | Vize-Weltmeister Cross-Triathlon                                                                |
| 26. Sep. 2009 | 1    | Xterra USA National Championships       | Ogden (Utah)        |          |                                                                                                 |
| 2. Aug. 2009  | 2    | Xterra Mexico Championships             | Valle De Bravo      |          |                                                                                                 |
| 20. Juni 2009 | 2    | Xterra Southcentral Championships       | Waco (Texas)        |          |                                                                                                 |
| 6. Juli 2008  | 1    | Xterra France Championship              | Xonrupt             |          |                                                                                                 |
| 29. Juni 2008 | 1    | Xterra Czech Championships              | Hluboká nad Vltavou |          |                                                                                                 |
| 1. Juni 2008  | 2    | Xterra Triathlon European Championship  | Orosei              |          | Vize-Europameister Cross-Triathlon bei der Xterra Italy                                         |
| 8. Sep. 2007  | 3    | Xterra Germany Championship             | Titisee             |          |                                                                                                 |
| 25. Aug. 2007 | 1    | Xterra Austria Championships            | Klopeiner See       |          |                                                                                                 |
| 27. Mai 2007  | 3    | Xterra Triathlon European Championship  | Orosei              |          | Europameisterschaft Cross-Triathlon bei der Xterra Italy                                        |
| 9. Sep. 2006  | 3    | Xterra Germany Championship             | Titisee             |          |                                                                                                 |
| 12. Aug. 2006 | 1    | Xterra Denmark Championships            | Artus               |          |                                                                                                 |
| 26. Juni 2006 | 1    | Xterra Czech Championships              | Hluboká nad Vltavou |          |                                                                                                 |
| 4. Juni 2006  | 1    | Xterra Triathlon European Championships | Orosei              | 02:10:25 | Europameister im Rahmen der Xterra Italy                                                        |
| 27. Mai 2006  | 2    | Xterra France Championship              | Xonrupt             |          |                                                                                                 |
| 23. Okt. 2005 | 1    | Xterra Triathlon World Championships    | Maui                |          | Weltmeister Cross-Triathlon                                                                     |
| 10. Sep. 2005 | 1    | Xterra Germany Championship             | Titisee             |          |                                                                                                 |
| 3. Sep. 2005  | 3    | Xterra Spain Championship               | Bakio               |          |                                                                                                 |
| 11. Juli 2005 | 1    | Xterra Austria Championships            | Klopeiner See       |          |                                                                                                 |
| 18. Juni 2005 | 2    | Xterra Czech Championships              | Hluboká nad Vltavou |          |                                                                                                 |
| 11. Sep. 2004 | 3    | Xterra Germany Championship             | Titisee             |          |                                                                                                 |
| 1. Juli 2004  | 1    | Xterra Triathlon European Championships | Hluboké u Kunštátu  |          | Europameister Cross-Triathlon – im Rahmen der Xterra Czech                                      |
| 26. Okt. 2003 | 2    | Xterra Triathlon World Championships    | Maui                |          | Vize-Weltmeister Cross-Triathlon                                                                |
| 13. Sep. 2003 | 1    | Xterra Germany Championship             | Titisee             |          |                                                                                                 |
| 28. Juni 2003 | 1    | Xterra Czech Championships              | Hluboká nad Vltavou |          |                                                                                                 |
| 27. Okt. 2002 | 3    | Xterra Triathlon World Championships    | Maui                |          | Weltmeisterschaft Cross-Triathlon                                                               |

| Datum/Jahr    | Rang | Wettbewerb                | Austragungsort | Zeit     | Bemerkung                                                              |
| ------------- | ---- | ------------------------- | -------------- | -------- | ---------------------------------------------------------------------- |
| 2. Sep. 2012  | 7    | TriStar111 Monaco         | Monaco         | 03:52:27 |                                                                        |
| 31. Juli 2008 | 2    | Triathlon EDF Alpe d’Huez | Alpe d’Huez    |          | Zweiter auf der Kurzdistanz – hinter seinem Landsmann Bertrand Billard |
| 2. Sep. 2007  | 3    | Ironman 70.3 Monaco       | Monaco         |          |                                                                        |
| 7. Mai 2006   | 8    | Ironman 70.3 St. Croix    | Saint Croix    |          |                                                                        |
| 2005          | 1    | Embrunman                 | Embrun         |          | Sieg auf der Kurzdistanz                                               |

| Datum/Jahr    | Rang | Wettbewerb                                  | Austragungsort | Zeit     | Bemerkung                                                     |
| ------------- | ---- | ------------------------------------------- | -------------- | -------- | ------------------------------------------------------------- |
| 15. Feb. 2014 | 21   | ITU Winter Triathlon World Championships    | Cogne          | 01:13:36 |                                                               |
| 22. Feb. 2013 | 8    | ITU Winter Triathlon World Championships    | Cogne          | 01:10:45 |                                                               |
| 3. März 2012  | 3    | ETU Winter Triathlon European Championships | Carcoforo      | 01:21:52 |                                                               |
| 2008          | 2    | ITU Winter Triathlon World Championships    | Freudenstadt   | 01:39:16 | Vize-Weltmeister hinter dem Norweger Arne Post – beim CoolMan |
| 3. März 2007  | 3    | ITU Winter Triathlon World Championships    | Flassin        | 01:39:16 |                                                               |
| 13. März 2004 | 6    | ITU Winter Triathlon World Championships    | Wildhaus       | 01:12:45 |                                                               |
| 23. Feb. 2002 | 5    | ITU Winter Triathlon World Championships    | Brusson        | 01:32:23 |                                                               |
| 2002          | 3    | ETU Winter Triathlon European Championships | Achensee       |          | Europameisterschaft Winter-Triathlon                          |
| 2000          | 1    | ITU Winter Triathlon World Championships    | Jaca           |          | Weltmeister Wintertriathlon                                   |
| 1999          | 1    | ITU Winter Triathlon World Championships    | Bardonnèche    |          | Weltmeister Wintertriathlon                                   |

| Datum/Jahr    | Rang | Wettbewerb                                     | Austragungsort | Zeit     | Bemerkung                                                           |
| ------------- | ---- | ---------------------------------------------- | -------------- | -------- | ------------------------------------------------------------------- |
| 10. Aug. 2008 | 12   | ITU Duathlon Long Distance World Championships | Geel           | 03:27:52 | Duathlon-Weltmeisterschaft Langdistanz                              |
| 19. Mai 2007  | 10   | ITU Duathlon World Championships               | Gjör           | 01:41:49 | Duathlon-Weltmeisterschaft                                          |
| 25. Sep. 2005 | 10   | ITU Duathlon World Championships               | Newcastle      | 01:59:42 | Duathlon-Weltmeisterschaft                                          |
| 30. Mai 2004  | 3    | ITU Duathlon World Championships               | Geel           | 01:44:41 | Duathlon-Weltmeisterschaft                                          |
| 2004          | 1    | FRA Duathlon National Championships            | Frankreich     |          | Staatsmeister Duathlon                                              |
| 31. Aug. 2003 | 4    | ITU Duathlon World Championships               | Affoltern      | 01:55:51 |                                                                     |
| 14. Apr. 2002 | 2    | Duathlon de Belfort                            | Belfort        | 01:21:14 | Grand Prix FFTri (5,4 km Laufen, 30 km Radfahren und 5,4 km Laufen) |
| 1999          | 1    | FRA Duathlon National Championships            | Frankreich     |          | Staatsmeister Duathlon                                              |
| 1998          | 2    | ITU Duathlon World Championships               | St. Wendel     |          | Duathlon-Vize-Weltmeister                                           |
| 1998          | 2    | ETU Duathlon European Championships            |                |          | Duathlon-Europameisterschaft                                        |
| 1998          | 1    | FRA Duathlon National Championships            | Frankreich     |          | Staatsmeister Duathlon                                              |
| 1997          | 3    | ITU Duathlon World Championships               | Gernica        |          | Duathlon-Weltmeisterschaft                                          |
| 1996          | 1    | FRA Duathlon National Championships            | Frankreich     |          | Staatsmeister Duathlon                                              |

(DNF – Did Not Finish)